# Im Tal (Skulpturenpark)

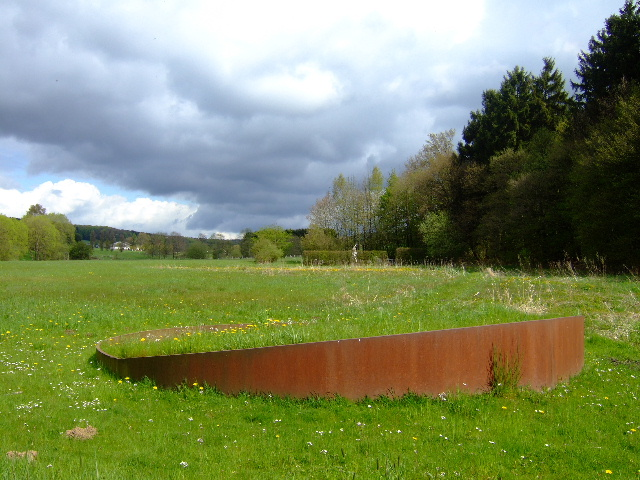
James Reineking: Tal-tilt (1989)

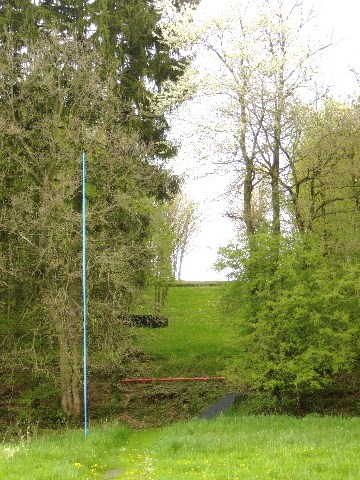
Lutz Fritsch: Einstieg (1986)

Im Tal ist ein über 10 ha großer Skulpturenpark zwischen Hasselbach und Werkhausen im Westerwald, der von mehr als 40 Künstlern, Landschaftsarchitekten, Bildhauern, Schriftstellern und Musikern gestaltet wurde.

## Landschaft
Der Ort ist geprägt vom Mehrbach, Wiesen, Weiden und Wald. Der Weg zu den Kunstwerken ist an vielen Stellen ein Mähweg, daneben gibt es Waldwege und Trampelpfade.

## Geschichte und Konzeption
Das Projekt entstand 1986 und ist eine Initiative des Bildhauers Erwin Wortelkamp.
„Wenn man jetzt vorhat“, beschrieb Wortelkamp das Projekt, „in einer Landschaft was zu machen, ist das letztendlich nichts anderes, wie wenn Sie eine leere Bildfläche haben und Sie fragen sich, mit welchen Strukturen kann ich das gliedern. Wie kann ich was zur Unterscheidung bringen. Das geht in einem hohen Maß mit der Vegetation, in dem Sie die Vegetation einsetzen, um Räume zu erzeugen. Verallgemeinert gesagt, wird das, was ich hier als Wald bezeichne, von mir als Körper betrachtet, als Raumkörper, so wie ein Kollege einen Körper in eine Landschaft setzt, und ich habe mich bemüht mit dem Landschaftsarchitekten diesen Wald zu erschließen.“
Im Tal sind Arbeiten u. a. von Claus Bury, Hanspeter Demetz, Lutz Fritsch, Bogomir Ecker, Ludger Gerdes, Kazuo Katase, Ansgar Nierhoff und James Reineking zu sehen.
Der Architekt Hanspeter Demetz gestaltete als komplexen Ausstellungsraum das „Haus für August Sander“, das zusammen mit den elf ausgestellten Photographien an den herausragenden Fotografen des Westerwaldes und seiner Bewohner in der ersten Hälfte des 20. Jh. erinnert und sich gleichzeitig auf den umgebenden Westerwald bezieht.
Entstanden als Familieninitiative, ist Im Tal zwischenzeitlich mit Hilfe des Kunstvereins Hasselbach e. V. übergegangen in die Familienstiftung „Im Tal – Stiftung Erwin und Ulla Wortelkamp“. Sie hat zum Ziel, „in der Zukunft die Werke aus der Anlage ›im Tal‹, ebenso wie einen wesentlichen Bestandteil des persönlichen künstlerischen Werkes von Erwin Wortelkamp in die Stiftung zu überführen und beides damit nachhaltig der Öffentlichkeit zur Verfügung zu stellen“.

## Veranstaltungen
Einmal im Jahr – am 21. Juni (oder jeweils am darauf folgenden Samstag) – finden Im Tal Symposien statt, auf denen Menschen aus Politik, Wissenschaft und Kunst referieren und diskutieren.

## Werke (Auswahl)

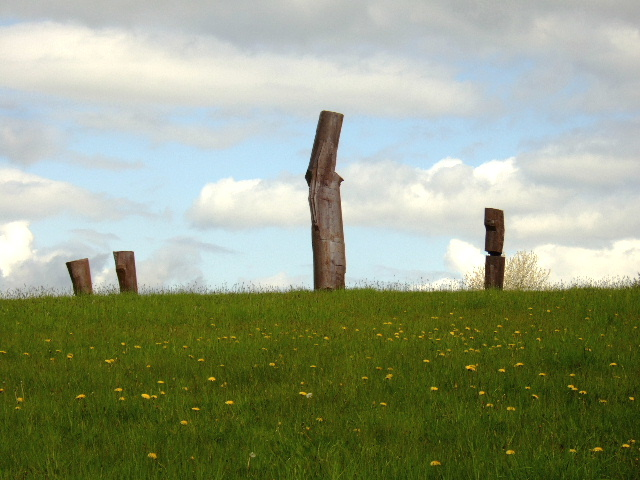
Erwin Wortelkamp: Vielleicht ein Baum (1976)
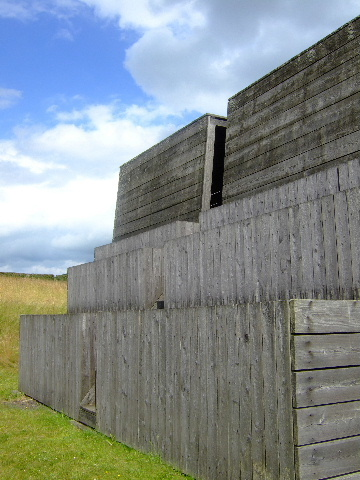
Claus Bury: Haus des Hasselbacher Reiters (1987/88)
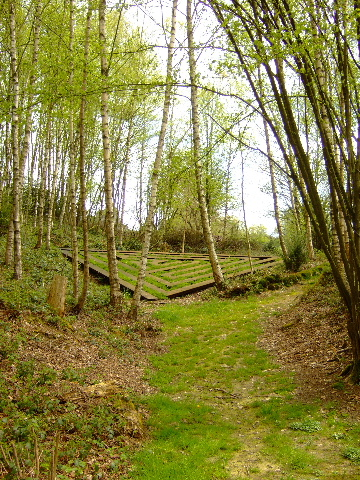
Götz Stöckmann: Labyrinth (1992)
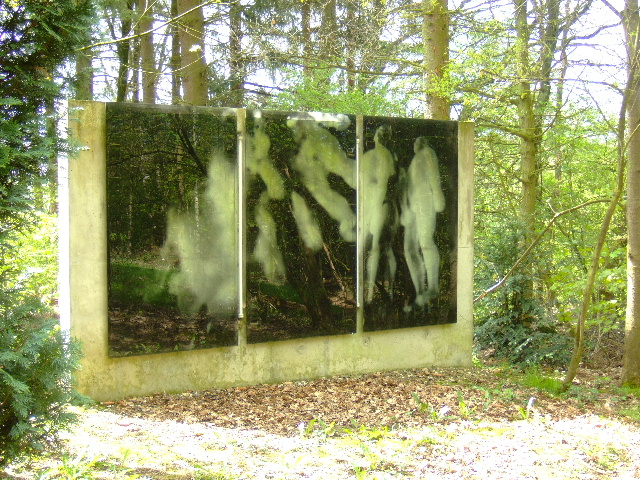
Krimhild Becker: Ohne Titel (2001)